# Ça va mal
 (février 2014).
Si vous disposez d'ouvrages ou d'articles de référence ou si vous connaissez des sites web de qualité traitant du thème abordé ici, merci de compléter l'article en donnant les références utiles à sa vérifiabilité et en les liant à la section « Notes et références ».
Albums de Sylvie Vartan
Bienvenue solitude
(1980) De choses et d'autres
(1982)
Ça va mal est le 23e album studio (et une chanson) de Sylvie Vartan paru chez RCA au cours de l'année 1981. 
Avec toujours Eddie Vartan à la production, Sylvie Vartan retrouve à nouveau Michel Mallory qui compose cinq titres dont le titre éponyme (reprise de On and on and on du groupe ABBA). Avec Orient-express, l' auteur-compositeur-interprète Didier Barbelivien collabore pour la première fois avec la chanteuse.
L'album sort juste avant la rentrée parisienne de Sylvie Vartan au Palais des sports de Paris et après le succès rencontré durant l'été avec l'adaptation (par Michel Mallory), d'un tube de Sheena Easton: L'amour c'est comme une cigarette.
Ça va mal, L'amour c'est comme une cigarette, Orient-express et Toute une vie passe sont les titres de l'album qui promotionnés en télévision. Augmentés de Quand tu veux, ces chansons sont défendues sur la scène du Palais des Sports (Toute une vie passe initialement prévue est finalement retirée du tour de chant pour les spectacles parisiens). 

## Les titres

### Face A
1. Ça va mal
2. De l'autre côté de l'amour
3. Le voleur envolé
4. Toute une vie passe
5. Quand tu veux

### Face B
1. Orient-express
2. J'avais mon tempo
3. Il me fait de la magie
4. L'amour c'est comme une cigarette
5. Je ne suis pas d'ici

## Extraits
- L'amour c'est comme une cigarette / Toute une vie passe.
- Orient-Express / Aimer.

À noter que le titre Aimer (sorti en face B du 45 tours Orient-Express) n'apparaît sur aucun album studio de la chanteuse.